# Antonio de Boza y Garcés
Antonio de Boza y Garcés de Marcilla (Santiago de Chile, 1717-Lima, 16 de enero de 1793) fue un abogado criollo que desempeñó importantes cargos políticos y académicos en el Virreinato del Perú. Rector de la Universidad de San Marcos.

## Biografía
Sus padres fueron el tinerfeño Antonio de Boza y Solís, maestre de campo, corregidor y alcalde ordinario de Santiago de Chile, y la dama santiaguina Ana Garcés de Marcilla y Lisperguer. Trasladado a Lima con su familia, ingresó al Real Colegio de San Martín (1733), prosiguiendo sus estudios en el Colegio Mayor de San Felipe y San Marcos (1743), llegando a ser rector de este último (1748).
Recibido de abogado ante la Real Audiencia de Lima, ejerció su profesión como asesor de la marina, del Tribunal del Consulado y del virreinato en asuntos de indios. Favorecido por la confianza del virrey Manso de Velasco, fue su asesor general y representante legal en el juicio de residencia (1761). Elegido rector sanmarquino (1760), le tocó recibir de forma solemne al virrey Manuel de Amat y Juniet (1762).
Ejerció sucesivamente los rangos de capitán y sargento mayor en el Regimiento de la Nobleza de Lima (1778), alcalde ordinario de Lima (1786-1787), e incluso fue nombrado oidor honorario de la Real Audiencia de Lima (1790).
| Predecesor: Tomás de Querejazu y Mollinedo | Rector de la Universidad de San Marcos 1760-1762 | Sucesor: Jorge de Alvarado y Merino |
| Predecesor: Juan Félix de Encalada         | Alcalde ordinario de Lima Segundo voto 1786      | Sucesor: Antonio de Elizalde        |
| Predecesor: Juan Félix de Encalada         | Alcalde ordinario de Lima Primer voto 1787       | Sucesor: Antonio de Elizalde        |